# Klub padobranskog jedrenja Jastreb (Radoboj)
Klub padobranskog jedrenja Jastreb iz Radoboja osnovan je 24. listopada 1999. Na osnivačkoj skupštini, održanoj u radobojskoj osnovnoj školi Side Košutić, pojavilo se 27 zainteresiranih mladih sportaša za tada još, gotovo svima, nepoznat sport. Nakon osnivanja uslijedila su gostovanja u programima zagorskih radiopostaja, gdje su se članovi Kluba trudili demistificirati paragliding. Nakon što su za ovaj sport zainteresirali stanovnike grada Pregrade i ubrzo je Klub brojio pedesetak članova.
Zahvaljujući porastu broja članova, u Sekciji Pregrada 2002. godine stvorile su se pretpostavke za njezino prerastanje u Zrakoplovni klub Ikarus. Ubrzo se i članstvo u Zlataru osamostaljuje u Paragliding klub Sokol. Ovi klubovi i danas usko surađuju na pronalaženju i uređenju novih letjelišta na području Krapinsko-zagorske županije.
Klub padobranskog jedrenja Jastreb je bio organizator Državnog prvenstva u preletima 2002. i suorganizator (zajedno s Klubom padobranskog jedrenja Let iz Ivanca) istog takvog prvenstva 2003. godine. Klub je i organizator Državnih prvenstava u preciznom slijetanju parajedrilicom 2013. i 2014. godine.
Danas klub broji 30 članova, od toga 22 aktivnih, od kojih su osmorica natjecatelji.

## Članovi kluba
- Vjeko Bajcer
- Milan Burina
- Velimir Čajko (tajnik)
- Dejan Družinec
- Milivoj Haberle zvani Šomi
- Siniša Horvat zvani Arni
- Miljenko Hrastinski
- Nenad Kranjčec (dopredsjednik)
- Milan Klasić
- Roman Krsnik
- Davor Leš
- Neven Leško zvani Arko
- Bruno Martinek (počasni član Kluba)
- Valerije Mitrović zvani Lero
- Ivan Miklaužić zvani Štrikec
- Ivan Mladić
- Ivan Molan
- Josip Pavić (počasni član Kluba)
- Darinka Pavliša zvana Kralj
- Darko Potočki zvani Profa (predsjednik)
- Kristijan Smrekar zvani Kiki
- Ivan Škrlec
- Stjepan Škrlec
- Anđelko Toplovec
- Goran Tuđa
- Tomilsav Vešligaj

## Vanjske poveznice
- Službene stranice Kluba  Arhivirana inačica izvorne stranice od 14. lipnja 2015. (Wayback Machine)